# Carlow
Carlow (irsky Ceatharlach) je město v hrabství Carlow ve středovýchodní části Irska. Je správním střediskem hrabství a žije zde přibližně 24 tisíc obyvatel, přičemž je i nejlidnatějším městem hrabství. Město leží na území bývalé provincie Leinster. V současnosti se rozšiřuje i za hranice hrabství na území hrabství Laois.
Město leží na soutoku řek Barrow a Burren na křižovatce silnic N9, N80 a regionálních silnic R417, R430, R725 a R726. Nachází se v severozápadní části hrabství Carlow na hranici se sousedním hrabstvím Laois. Přes Carlow také prochází železniční trať Kildare–Kilkenny.
K důležitým pozoruhodnostem města patří: zámek Carlow Castle, katedrála, budova soudu a radnice. Východně od města se nachází významná archeologická lokalita, megalitické pohřebiště Brownshill Dolmen. Carlow je sídlem vysoké školy Institute of Technology.
Největším podnikem ve městě je firma Braun s divizí Oral-B, v roce 2005 byla zavřena továrna na výrobu cukru Irish Sugar Company. Na řece Barrow je přístav a loděnice pro sportovní plavidla.

## Partnerská města
- Davenport, Spojené státy americké
- Dole, Francie
- Northwich, Spojené království
- Tempe, USA